# 谢尔盖·弗拉基米罗维奇·伊万诺夫 (数学家)
谢尔盖·弗拉基米罗维奇·伊万诺夫（羅馬化：Sergey Vladimirovich Ivanov；1972年5月31日—）是一位致力于微分几何和数学物理领域的俄罗斯数学家。

## 教育和职业
1987年、1988年和1989年，伊万诺夫连续三年获得了国际数学奥林匹克竞赛的金牌。他曾就读于圣彼得堡国立大学，并在博士导师尤里·布拉戈的指导下获得副博士学位。伊万诺夫在斯捷克洛夫数学研究所工作多年。2009年，他在那里获得了全博士学位。
2014年，他与尤里·布拉戈和德米特里·布拉戈因他们于2001年在美国数学会出版的《度量几何课程》（A course in metric geometry）一书共同获得了勒罗伊·斯蒂尔奖。
除了微分几何的研究外，伊万诺夫还致力于信息学。
2010年，伊万诺夫在海得拉巴国际数学家大会上受邀发表演讲，发表“通过边界距离进行体积比较”（Volume comparison via boundary distances）的演讲。2011年12月，他当选俄罗斯科学院通讯院士。

## 精选出版物
- Burago, Dmitri; Burago, Yuri; Ivanov, Sergei, , Graduate Studies in Mathematics, vol. 33, Providence, Rhode Island: American Mathematical Society: 415, 2001, ISBN 0-8218-2129-6, ISSN 1065-7339; published in Russian translation in 2004 with the title Курс метрической геометрии ISBN 5-93972-300-4